# Artabotrys rhynchocarpus
Artabotrys rhynchocarpus är en kirimojaväxtart som beskrevs av Cheng Yih Wu. Artabotrys rhynchocarpus ingår i släktet Artabotrys och familjen kirimojaväxter. Inga underarter finns listade i Catalogue of Life.